# Hospital Nasser
O Complexo Médico Nasser (ou Hospital Nasser) é um dos maiores hospitais da Faixa de Gaza, Palestina.
Durante a Guerra de Gaza, o Nasser foi um dos últimos hospitais ativos em Khan Yunis, no sul da Faixa de Gaza, e um dos últimos em funcionamento em toda a Gaza.
Em 27 de junho de 2025, militantes das Forças Populares teriam tomado o controle do Complexo Médico Nasser após um confronto armado com forças do Hamas durante a quarta batalha de Khan Yunis [en].

## História
Em 1957, durante a ocupação egípcia da Faixa de Gaza, as autoridades egípcias construíram o Hospital Nasser no local de um hospital de quarentena e doenças febris estabelecido pelo governo do Mandato Britânico na década de 1940. O hospital foi inaugurado em 1960 e nomeado em homenagem ao ex-presidente egípcio Gamal Abdel Nasser.
Em 1972, o hospital foi fechado para obras de ampliação, dobrando sua capacidade de 112 leitos. Reabriu em fevereiro de 1974. Em dezembro de 1984, as autoridades israelenses fecharam o departamento de ortopedia devido a contaminação, transferindo suas atividades para o Hospital Al-Shifa.

## Guerra de Gaza
O hospital foi bombardeado várias vezes durante a guerra. A mídia internacional relatou a morte de Donia Abu Mohsen, uma amputada de 13 anos que sobreviveu a um ataque aéreo israelense anterior que matou toda sua família. Segundo uma refém israelense libertada, que esteve detida no hospital, o Hamas usava o local para esconder reféns sequestrados durante o ataque de 7 de outubro contra Israel.
No início de 2024, com o avanço das forças israelenses, os bombardeios ao redor do hospital se intensificaram, levantando temores de que ele teria que fechar. Segundo o The Guardian em 19 de janeiro de 2024, os combates chegaram a metros do Complexo Médico Nasser, descrito como o maior hospital ainda em funcionamento em Gaza: "Ele tem recebido centenas de pacientes feridos todos os dias desde que os combates se deslocaram para o sul no último mês. Há temores de que ele possa ser forçado a fechar devido aos bombardeios e ordens de evacuação israelenses." As IDF afirmaram ter inteligência confiável de que militantes do Hamas estavam escondidos no hospital, alguns posando como equipe médica, e que reféns israelenses ou corpos de reféns estavam no local. Soldados israelenses entraram no hospital em 15 de fevereiro de 2024. Cinco pacientes morreram após as forças israelenses cortarem a energia do hospital durante a incursão. Em 18 de fevereiro, a Organização Mundial da Saúde informou que o hospital não podia mais atender pacientes e que não estava mais funcional. Tedros Adhanom Ghebreyesus atribuiu a incapacidade do hospital de continuar operando ao cerco e à incursão israelenses.
Em 23 de fevereiro de 2024, o hospital não tinha mais comida, água ou oxigênio para pacientes. O Ministério da Saúde de Gaza atribuiu a morte de treze pacientes à falta de eletricidade e oxigênio no hospital. Em julho de 2024, Javid Abdelmoneim [en], médico da Médicos sem Fronteiras, relatou as condições no Complexo Médico Nasser, afirmando: "Trabalhei em situações de baixas em massa pelo mundo, e o cheiro de sangue é o mesmo onde quer que você esteja. Mas aqui em Gaza, o horror realmente atinge em cheio." Em uma entrevista, Abdelmoneim afirmou que a equipe do hospital precisava priorizar cirurgias urgentes. Em julho de 2024, a Médicos Sem Fronteiras alertou novamente que o Complexo Médico Nasser estava em risco à medida que os combates se aproximavam.

### Valas comuns
No final de abril de 2024, uma fossa comum contendo cerca de 300 corpos foi descoberta após a retirada das forças israelenses no início do mês, segundo trabalhadores da defesa civil de Gaza. Em relação aos relatos de valas comuns em abril de 2024, as IDF declararam que qualquer "alegação de que as IDF enterraram corpos palestinos é infundada e sem base." As IDF informaram à CNN que, durante sua operação "na área do Hospital Nasser, como parte do esforço para localizar reféns e pessoas desaparecidas, corpos enterrados por palestinos na área do Hospital Nasser foram examinados." Eles afirmaram ainda que "os corpos examinados, que não pertenciam a reféns israelenses, foram devolvidos ao seu lugar."